# Holothuria densipedes
Holothuria densipedes är en sjögurkeart som beskrevs av Hubert Lyman Clark 1901. Holothuria densipedes ingår i släktet Holothuria och familjen Holothuriidae. Inga underarter finns listade i Catalogue of Life.